# Stade 3 de marzo
L'Estadio Tres de Marzo est un stade de football situé à Zapopan, ville jouxtant  Guadalajara au Mexique.
Le stade accueille principalement les matchs du UAG Tecos mais également des concerts de musique.

## Histoire
Il est inauguré en 1971 et accueillera des matchs de la Coupe du monde de football de 1986.

## Matchs de coupe du monde
| Date         | Match                       | Affluence |
| ------------ | --------------------------- | --------- |
| 3 juin 1986  | Algérie 1-1 Irlande du Nord | 22 000    |
| 7 juin 1986  | Espagne 2-1 Irlande du Nord | 28 000    |
| 11 juin 1986 | Maroc 3-1 Portugal          | 24 000    |

## Concerts
- 8 et 9 février 2003 - Shakira, Tour of the Mongoose
- 22 et 23 mars 2006 - Luis Miguel, Mexico En La Piel Tour
- 4 mars 2007 - Roger Waters, The Dark Side of the Moon Live
- 12 novembre 2007 - Soda Stereo, Gira Me Verás Volver
- 23 février 2008 - Maná, Amar es Combatir Tour
- 1er March 2010 - Metallica, World Magnetic Tour
- 23 octobre 2010 - Jonas Brothers, Live In Concert Word Tour 2010
- 5 avril 2011 - Shakira, The Sun Comes Out World Tour
- 3 mai 2011 - Lady Gaga, The Monster Ball Tour
- 26 octobre 2011 - Maná, Drama y Luz World Tour
- 1er décembre 2011 - Britney Spears, Femme Fatale Tour